# Дакарбазин
Дакарбазин — цитостатический противоопухолевый химиотерапевтический лекарственный препарат алкилирующего типа действия. По механизму действия отличается от «классических» алкилирующих препаратов. Наиболее близок по механизму действия к другим триазинам и тетразинам (прокарбазину, темозоломиду) и отчасти к производным нитрозомочевины (таким, как кармустин, ломустин).
Подобно другим триазинам и тетразинам, дакарбазин хорошо проходит ГЭБ.

## Фармакологическое действие
Дакарбазин — это противоопухолевое средство алкилирующего действия, по химическому составу представляющее собой 5-(3.3-диметил-1-триазено)-имидазол-4 -карбоксамид.
Препарат становится активным после метаболизма в печени. Предполагают, что существует три пути механизма действия дакарбазина: алкилирование за счёт ионов карбония, угнетение пуриновых оснований и взаимодействие с SH группами. Препарат фазонеспецифичен.

## Фармакокинетика
Cmax в плазме обычно достигается сразу непосредственно после в/в введения препарата. Связь с белками плазмы — очень низкая (около 5 %). Проникает через гематоэнцефалический барьер в незначительных количествах. Нет данных о проникновении его в плаценту и материнское молоко.
Выводится препарат из организма двухфазно с начальным T1/2 около 20 мин и конечным — приблизительно 5 ч, при нарушении функций печени или почек эти показатели составляют приблизительно 55 мин и 7 ч соответственно. Препарат подвергается диметилированию печёночными микросомальными ферментами с образованием углекислого газа, который выводится с выдыхаемым воздухом, и аминоимидазолкарбоксамида, выводящегося с мочой. 40 % препарата выводится почками в неизменном виде в основном за счёт клубочковой фильтрации.

## Показания к применению дакарбазина
— Меланома;
— Лимфогранулематоз;
— Саркома мягких тканей (исключая саркому Капоши).
Имеются сообщения об эффективности применения дакарбазина в сочетании с другими цитостатиками при лечении остеогенной саркомы, саркомы матки, мезотелиомы плевры и брюшины, мелкоклеточного рака лёгких, рака щитовидной железы, карциноида, феохромоцитомы, инсулиномы. нейробластомы и глиом.

## Режим дозирования
При выборе доз и режима введения препарата в каждом индивидуальном случае следует пользоваться данными специальной литературы.
Препарат вводится строго в/в. Дозы до 200 мг/м2 вводятся струйно медленно в течение 1-2-х мин. Более высокие дозы следует вводить в форме в/в инфузий на протяжении 15-30 мин.
Обычно в качестве монотерапии дакарбазин применяют в дозе 200—250 мг/м2 ежедневно в течение 5 дней. Повторные курсы проводят с интервалом в 3 недели. При сочетании с другими цитостатиками дакарбазин вводится в дозе 100—150 мг/м2 4-5 дней подряд с интервалом в 4 недели или 375 мг/м2 каждые 15 дней.
Перед введением препарат разводят водой для инъекций до достижения концентрации 10 мг/1 мл. Для получения раствора для инфузий свежеприготовленный раствор разбавляют в 200—300 мл 0,9 % раствора натрия хлорида или 5 % раствора декстрозы. Все растворы дакарбазина следует предохранять от света.

## Побочное действие
Со стороны органов кроветворения: анемия, лейкопения, гранулоцитопения, тромбоцитопения. Угнетение миелопоэза является ограничивающим дозу побочным явлением. Лейкоцитопения обычно наблюдается на 14 день, тромбоцитопения — на 18 день после окончания терапии и длится в среднем до 1 недели. Восстановление показателей крови происходит к 4-й неделе.
Со стороны желудочно-кишечного тракта: тошнота, рвота, анорексия, стоматит. Редко — диарея.
Со стороны печени: редко — повышение активности печёночных ферментов. Очень редко — гепатонекроз, обусловленный окклюзией внутрипечёночных вен, возможно с летальным исходом. Как правило, этот синдром возникал во время второго курса лечения. В число его симптомов входят лихорадка, эозинофилия, боли в животе, увеличение печени и шок, тяжесть которого быстро нарастает на протяжении нескольких часов или дней.
Со стороны нервной системы: головная боль, нарушение зрения, спутанность сознания, выраженная сонливость, судороги, астенический синдром, парестезии, гипестезия кожи лица.
Со стороны репродуктивной системы: аменорея, азооспермия.
Аллергические реакции: кожная сыпь, гиперемия кожи лица, лихорадочный синдром, анафилактические реакции.
Со стороны кожи и кожных придатков: редко — алопеция, гиперпигментация и фотосенсибилизация кожи.
Местные реакции: болезненность в месте введения по ходу вены. При попадании препарата под кожу — резкая боль, некроз окружающих тканей.
Прочие: гриппоподобный синдром, присоединение вторичных инфекций, тромбоз печёночных вен, миалгия. При длительном применении повышается риск развития новообразований.

## Противопоказания к применению дакарбазина
— повышенная чувствительность к дакарбазину или любому из вспомогательных компонентов препарата;
— выраженное угнетение костномозгового кроветворения;
— тяжёлая печёночная или почечная недостаточность;
— беременность и период кормления грудью.
С осторожностью: острые инфекционные заболевания вирусной (в том числе ветряная оспа, опоясывающий лишай), грибковой или бактериальной природы (риск возникновения тяжёлых осложнений и генерализации процесса), сопутствующая лучевая терапия.

### Применение дакарбазина при беременности и кормлении грудью
Препарат противопоказан при беременности и в период кормления грудью.

### Применение при нарушениях функции печени
Препарат противопоказан при тяжёлой печёночной недостаточности.
При возникновении нарушений со стороны функции печени лечение дакарбазином следует немедленно прекратить.

### Применение при нарушениях функции почек
Препарат противопоказан при тяжёлой почечной недостаточности.
При возникновении нарушений со стороны функции почек лечение дакарбазином следует немедленно прекратить.

## Особые указания
Препарат должен вводиться под наблюдением врача, имеющего опыт проведения противоопухолевой терапии.
Учитывая, что дакарбазин отличается светочувствительностью, растворы препарата следует хранить в защищённом от света месте.
В период лечения и после него необходим тщательный контроль за картиной периферической крови, функцией печени и размерами печени.
При возникновении нарушений со стороны функции печени или почек, симптомов повышенной чувствительности к препарату или тромбоза печёночных вен лечение дакарбазином следует немедленно прекратить.
При появлении первых признаков экстравазации дакарбазина (жжение или болезненность в месте инъекции) введение необходимо немедленно прекратить. Оставшуюся дозу следует ввести в другую вену.
Женщинам и мужчинам во время лечения и в течение 6 месяцев после следует применять надёжные методы контрацепции.
Во время проведения терапии дакарбазином нельзя проводить вакцинацию вакцинами, содержащими живые возбудители.

## Передозировка
При передозировке следует ожидать усиление угнетения костномозгового кроветворения и гастроинтенстинальной токсичности. Специфический антидот неизвестен.
Лечение симптоматическое.

## Лекарственное взаимодействие
Препараты, стимулирующие микросомальные ферменты печени (барбитураты, римфампицин, фенитоин) при одновременном применении могут усиливать токсическое действие дакарбазина. Применение дакарбазина в сочетании с меркаптопурином, азатиоприном и аллопуринолом может усиливать действие последних и увеличивать их токсичность. Дакарбазин может усиливать действие метоксипсоралена вследствие фотосенсибилизации.
Раствор дакарбазина химически несовместим с гепарином, гидрокортизоном, L-цистеином и натрия гидрокарбонатом.

## Условия отпуска из аптек
Препарат отпускается по рецепту.

## Условия и сроки хранения
Список Б. Препарат хранить при температуре не выше 25 °С в защищённом от света, недоступном для детей месте.
Срок годности — 3 года. Не использовать по истечении срока годности, указанного на упаковке.